# Pyrrhulina melanostoma
Pyrrhulina melanostoma är en fiskart som först beskrevs av Cope, 1870.  Pyrrhulina melanostoma ingår i släktet Pyrrhulina och familjen Lebiasinidae. Inga underarter finns listade i Catalogue of Life.